# 弗朗切斯科·卡普阿诺·迪曼弗雷多尼亚
弗朗切斯科·卡普阿诺·迪曼弗雷多尼亚（Francesco Capuano Di Manfredonia）是一位15世纪意大利天文学家。后世对他的了解不多，只知道来自曼弗雷多尼亚，原先在威尼斯共和国帕多瓦大学教授天文学，颇为相信亚里士多德和托勒密的理论，对占星术也极有兴趣。后来离开了帕多瓦大学，改名为约翰尼斯·巴普蒂斯塔，成为一名主教，因此，也被称为曼弗雷多尼亚的施洗者约翰（拉丁語：Johannes Baptista Capuanus si Pontinus, de Manfredonia）。他曾撰写过一篇评论约翰尼斯·德·萨克罗博斯科（Johannes de Sacrobosco）《天球论》（Tractatus de Sphaera）的著名文章 。
直到1531年为止，这篇评论被重版了六次。弗朗切斯科大约于1490年前后在那不勒斯去世 。
在17世纪乔瓦尼·巴蒂斯塔·里乔利的月面图中，一座陨石坑以他的名字被命名为卡普纳斯陨石坑，但该陨坑现改名为拉姆斯登陨石坑，而拉姆斯登陨石坑东南偏东面的一座陨坑后被用他的名字命名为卡普纳斯环形山，1935年被国际天文学联合会正式批准接受。

## 备注
1. 1 2  Boner, Patrick J., , Archimedes Series 27, Springer: 14, 2010, ISBN 94-007-0036-9
2. ↑  Shank, Michael H., , Early Science and Medicine, 2009, 14 (1–3): 290–315, doi:10.1163/157338209X425597
3. ↑  Manilius, Marcus; Sherburne, Edward, , : 42, 1675
4. ↑  Whitaker, Ewen A., , Cambridge University Press, 1999, ISBN 0-521-62248-4 See appendix G.
5. ↑  , USGS,   [2011-10-31], （原始内容存档于2018-12-25）